# The Assignment - L'incarico
The Assignment - L'incarico (The Assignment) è un film del 1997 diretto da Christian Duguay, con protagonisti Ben Kingsley, Aidan Quinn e Donald Sutherland, basato sulla vera storia degli agenti della CIA e del Mossad che contribuirono a metter fine alla carriera del terrorista venezuelano Ilich Ramírez Sánchez detto Carlos lo sciacallo il quale, a capo del gruppo terroristico Separat, della Rote Armee Fraktion, e del Fronte Popolare di Liberazione della Palestina, compì numerosi attentati e omicidi tra il 1973 e il 1994 contro le forze armate, le banche, e i centri commerciali dei paesi capitalisti, in nome dell'islam e del comunismo.

## Trama
Annibal Ramirez è un ufficiale della Marina statunitense di origine cubana che ha la sfortuna di assomigliare al terrorista Ilich Ramirez Sánchez, più noto col soprannome di Carlos lo sciacallo, uno dei terroristi più spietati del mondo. Questa sua somiglianza fa sì che, durante un suo viaggio di piacere a Gerusalemme, i servizi segreti israeliani lo scambino per il terrorista e lo catturino. Chiarito l'equivoco, dopo il suo ritorno a casa l'agente della Cia Jack Shaw lo contatta e riesce a convincerlo, nonostante la sua riluttanza, a impersonificare Carlos per tendergli una trappola.
Così viene avviata una operazione congiunta CIA-Mossad, diretta da Jack Shaw e Amos, il capo della sezione di Gerusalemme del Mossad che aveva arrestato Annibal scambiandolo per Carlos. Annibal viene costretto ad un duro allenamento non solo fisico ma anche psichico, in quanto dovrà impersonare Carlos con assoluta fedeltà. Inoltre visto il successo che Carlos ha con le donne, Annibal deve imparare a fare l'amore come lui, e dentro di lui cresce un forte disagio visto che fino a quel momento era un padre amorevole e un marito fedele.
L'addestramento finisce bene e alla fine dopo numerosi scontri e momenti di tensione, la trappola funzionerà e anche se Carlos rimane libero, è ormai bruciato e la sua cattura sarà in futuro inevitabile. Poiché Annibal comunque resta pur sempre un suo sosia, sarà costretto a fingersi morto in un attentato per poter continuare a vivere tranquillo con la sua famiglia, in un'altra nazione e con una diversa identità.